# 2059
2059 — рік за григоріанським календарем. Це 2059 рік нашої ери, 59 рік 3 тисячоліття, 59 рік XXI століття, 9 рік 6-го десятиліття XXI століття, 10 рік 2050-х років.

## Очікувані події
- 5 листопада 2059 року відбудеться сонячне затемнення.

## Вигадані події
- Дія аніме «Macross Frontier» відбувається в 2059 році.
- Дія серії «Води Марса» телесеріалу Доктор Хто відбувається в 2059 році.